# Eloria copharpe
Eloria copharpe är en fjärilsart som beskrevs av Collenette 1950. Eloria copharpe ingår i släktet Eloria och familjen tofsspinnare. Inga underarter finns listade i Catalogue of Life.